# St. Kunigund (Kungota)
Die römisch-katholische Kirche St. Kunigund (slowenisch Cerkev sv. Kunigunde v Zgornji Kungoti) ist eine der heiligen Kaiserin Kunigunde gewidmete Kirche im Ort Gornja Sv. Kungota (Ober-St. Kunigund) der Gemeinde Kungota (St. Kunigund) in Slowenien.

## Geschichte
Nach Personalstandsausweis des Bistums Lavant wurde die Kirche 1267 erbaut. Erst 1585 findet sich wieder ein Beleg für die Kirche. Der Kirchhof war von einer festen Mauer umgeben, die 1858 entfernt wurde. Von den drei Altären ist einer der Hl. Kunigund, einer der Hl. Dreifaltigkeit und einer dem Hl. Josef gewidmet. Der Legende nach war Kunigunde, um in einem Gottesurteil ihre Unschuld bezüglich einer Anschuldigung wegen Ehebruchs zu beweisen, vor den Augen ihres Mannes Heinrich II. über glühende Pflugscharen gelaufen und unverletzt geblieben. Das Gemälde im Hochaltarretabel zeigt diese Szene.